# Jodi Picoult
Jodi Lynn Picoult (pronunciado en inglés /ˈdʒoʊdi piːˈkoʊ/), quien nació el 19 de mayo de 1966, es una autora estadounidense. Fue galardonada con el "New England Booksellers Award" de ficción en 2003. Picoult actualmente tiene 14 millones de copias de sus libros impresos en todo el mundo.

## Primeros años y educación
Picoult nació en 1966 y creció en Nesconset en Long Island; su familia se trasladó a Nueva Hampshire cuando ella tenía 13 años de edad. Ha descrito a su familia como "judíos no practicantes." Picoult escribió su primera historia a los 5 años, titulada "The Lobster Which Misunderstood."
Estudió escritura en la Universidad de Princeton, graduando en 1987. Publicó dos cuentos en la revista Seventeen, mientras estaba todavía en la universidad. Inmediatamente después de graduarse, tuvo una gran variedad de puestos de trabajo, que van desde la edición de libros de texto hasta la enseñanza de inglés a estudiantes de octavo grado. Obtuvo una maestría en educación de la Universidad de Harvard.

## Carrera
Picoult trabajó como escritora para una iteración de la serie Mujer Maravilla para DC Comics durante cuatro ediciones después de la salida de su colega escritor, Allan Heinberg, en 2007. Dos novelas de Picoult, Nineteen Minutes y Change of Heart, han obtenido el primer puesto en The New York Times Best Seller List.

## Vida personal
Está casada con Tim Van Leer, a quien conoció en la universidad. Ellos y sus tres hijos, Sammy, Kyle, y Jake, y varios animales domésticos, viven en Hanover (condado de Grafton, Nuevo Hampshire).

## Premios
- Galardón New England Book en la categoría de ficción por toda su carrera (2003)
- Alex de la Young Adult Library Services Association
- Lifetime Achievement de la Romance Writers of América.

## Libros relacionados
- Jewish Chronicle, 27 de abril de 2007 p. 50: "The Jodi Picoult mystery"